# Iglesia de la Asunción (Baños de Valdearados)
La iglesia de la Asunción es una iglesia parroquial católica del siglo XVII de estilo neoclásico situada en la localidad burgalesa de Baños de Valdearados (España).

## Historia
El 16 de agosto de 1549, el obispo de Osma Pedro Álvarez de Acosta realizó una visita pastoral y mandó la construcción de una iglesia. El templo empezó a construirse en 1549, en el lugar que ocupaba la antigua ermita de San Cristóbal, situada en el centro de la población. Para afrontar los gastos de la obra se reunieron inicialmente 292 902 maravedíes y se contrató como maestros canteros a Martín de Tejera, del Burgo de Osma y a Sebastián de la Torre, de Aranda de Duero, y como carpintero a Miguel de Montes. Las primeras obras de cimentación y elevación de los muros exteriores duró hasta 1570. En la segunda fase se construyó la nave central, que duró hasta 1610 y a partir de la cual ya podía usarse para el culto. Para ello se trasladaron los retablos, campanas y muebles y utensilios de la iglesia anterior. La tercera fase duró hasta 1658, cuando se inauguró el templo por parte del párroco Matías Moreno. Las obras no finalizaron ya que en 1791 se amplió el templo con dos naves laterales, en 1930 hubo una ampliación del crucero y de la entrada y en 1953 se añadieron dos altares laterales, dedicados al Vía Crucis y a Nuestra Señora del Rosario, y se añadió el altar mayor.

## Arquitectura
Se trata de un templo hecho con sillería, originalmente con planta de cruz latina, de tres naves. De estilo neoclásico, cuenta con influencias renacentistas, como la portada. Tiene una bóveda sobre la nave central, con nervios cruzados sencillos. Los arcos son de medio punto, sobre pilares de sillares. A los pies de la nave central tiene un coro restaurado en 1978. Los ventanales de las paredes laterales cuentan con vidrieras con motivos religiosos. El techo es de ladrillo plano cubierto con yeso.
La fachada es de estilo renacentistas, aunque el portal es de estilo neoclásico, entre dos contrafuertes y con un frontón triangular. Las puertas del templo, de madera cuadriculada, son del siglo XIX, ya que las originales fueron destruidas por los franceses durante el saqueo que cometieron en la Guerra de Independencia.